# رز سالخورده
رز سالخورده(نام علمی: Rosa cymosa) نام یک گونه از سرده رز است.